# Ryo Miyaichi
Ryo Miyaichi (宮市 亮, Miyaichi Ryō, Okazaki, 14 de dezembro de 1992) é um futebolista japonês que atua como ponta. Atualmente, joga pelo Yokohama F. Marinos.